# Nikolaj Michajlovič Verzilin
Nikolaj Michajlovič Verzilin (rusky Николай Михайлович Верзилин, ukrajinsky Микола Михайлович Верзілін; 26. prosince 1902jul./ 8. ledna 1903greg. Safronovka, Chomutovský kraj, Kurská oblast, Rusko – 2. června 1984, Leningrad, SSSR) botanik, doktor pedagogických věd, profesor, člen korespondent sovětské Akademie pedagogických věd a spisovatel.

## Životopis
Nikolaj Michajlovič Verzilin se narodil roku 1903 v malé vsi Safronovka, v Kurské oblasti nedaleko dnešních hranic Ruska s Ukrajinou.
V roce 1919, když mu bylo pouhých 16 let, začal působit jako učitel základní školy v městečku Malaja Višera, na trati Moskva–Petrohrad v Novgorodské oblasti. Přitom ale dál pokračoval při ve svém vzdělávání.

### Vzdělání
Roce 1928 dokončil studium na Leningradském zemědělském institutu a dál pokračoval ve studiu na Leningradském státním pedagogickém institutu. V následujícím roce 1929 publikoval svůj první článek, který měl za cíl přitáhnout zájem čtenářů ke studiu botaniky.
Na škole kde učil zřídil výzkumnou laboratoř a pokusná políčka – koutky divoké přírody – kde mohli žáci prakticky využívat znalosti nabyté v hodinách botaniky a zoologie.
Pro potřeby výuky také začal psát své první knihy, ve kterých shrnul svoje zkušenosti s výukou botaniky. Byly určeny především pedagogům:
- rusky Агробиологический участок средней школы (česky Zemědělský pozemek střední školy)
- rusky Опыт с растениями в живом уголке (česky Zkušenosti s rostlinami v živém koutku)
- rusky Внеклассная работа по ботанике (česky Botanické práce mimo třídu)
- rusky Методика работы с учащимися на школьном участке (česky Metodika práce s žáky na školním pozemku)
- rusky Как сделать гербарий (česky Jak vyrobit herbář)

Napsal také učebnici botaniky pro žáky pátých a šestých tříd rusky Уроки ботаники в пятом классе (1952), jejíž novum proti všem předchozím učebnicím bylo především ve spojení vědecké stránky učiva s jeho praktickou aplikací využitelnou v zemědělství.
Roku 1932 získal doktorát a stal se vědeckým pracovníkem (od roku 1957 s titulem profesor) na pedagogických věd.
Od roku 1952 byl členem Svazu spisovatelů SSSR.
Roku 1955 byl zvolen za člena Akademie pedagogických věd SSSR a od roku 1967 působil jako profesor konzultant na Leningradském pedagogickém institutu O. Herzena.

### Literární dílo
Nikolaj Verzilin byl rovněž talentovaným spisovatelem knih pro mládež, ve kterých populární formou aplikoval své botanické znalosti.
Debutoval během druhé světové války roku 1942, knihou rusky Лечебница в лесу (česky Nemocnice v lese), ve které psal o lesních rostlinách, které bylo možné využít buď jako zdroj potravy, nebo jako léčivky.
Tato kniha se stala později součástí jeho nejpopulárnější knihy pro mládež v Československu česky Ve stopách Robinzonových (Originál vyšel již roku 1946 pod názvem rusky По следам Робинзона). V češtině poprvé vyšla tato kniha v nakladatelství Mladá fronta roku 1956 v překladu Aleny Hálové, rozšířená o barevné ilustrace Jana Brychty.
Ve stejném roce vyšel i slovenský překlad s názvem slovensky Po stopách Robinzona, který vydalo Slovenské nakladateľstvo detskej knihy. Druhé české vydání z roku 1963 vydala opět Mladá fronta, ale knihu nově ilustrovala Ludmila Jiřincová.
V této knize Verzilin publikoval více než 100 esejů o divokých rostlinách Ruska. Každý z nich je uveden citátem vybraného literárního klasika (např. Jean-Jacques Rousseau, Daniel Defoe, James Fenimore Cooper aj.) – řada z nich pochází také od Ernesta Thompsona Setona, jehož woodcraftem byl Verzilin nepochybně ovlivněn, jak je zřejmé z obsahu. Kniha také nenásilnou formou vyprávění seznamuje s významnými botaniky a přírodovědci, jako byl např. Ivan Vladimirovič Mičurin, Luther Burbank a další.
Tuto knihu zmiňuje ve své knize Kronika Ztracené stopy (1967) také známý český spisovatel Jaroslav Foglar.
O tři roky později (1949) vydal další knihu pro mládež, nazvanou rusky Путешествие с домашними растениями , která rovněž vyšla v Československu, tentokrát ve Státním nakladatelství dětské knihy roku 1957 v překladu Věry Spudilové pod názvem česky Putování s okrasnými rostlinami
V roce 1952 publikoval hned dvě knihy rusky Растения в жизни человека (rusky Rostliny v životě lidském) a rusky Как ухаживать за комнатными растениями. Slovenský překlad této knihy Oľgy Silnické z roku 1953, který vydalo pod názvem slovensky Ako opatrovať bytové rastlinstvo v Bratislavě Slovenské nakladateľstvo detskej knihy byl vůbec první Verzilinovou knihou vydanou v Československu
Ve druhé polovině padesátých let Verzilin podniknul několik studijních zahraničních cest – do Itálie, Norska, Finska, Francie, Československa a Japonska – při kterých navštívil místní parky, zahrady, skleníky a arboreta. Výsledkem byla kniha rusky Сады и парки мира (česky Zahrady a parky světa).
Roku 1969 vydal, tentokrát cestopisnou, knihu rusky Пылинки далеких стран (česky Pyly z dalekých zemí). Ilustrovanou jeho fotografiemi z cest do Norska, Itálie, Francie a Japonska.
Ve spolupráci s V. Korsuňskou napsal další tři knihy. Roku 1966 dvě – rusky В саду Мичурина (česky V Mičurinově sadě) a rusky   (česky Les a život). A roku 1976 biografii ruského mineraloga a geochemika Vladimíra Ivanoviče Vernadského rusky В. И. Вернадський (česky V.I.Vernadskij).
V roce 1976 vydal ve spolupráci se svými syny knihu rusky Биосфера, её настоящее, прошлое и будущее (rusky Biosféra, její přítomnost, minulost a budoucnost.)
Za své popularizační a pedagogické aktivity byl oceněn medailí K. Ušiňského, A. Makarenka a dalšími cenami.
Poznatky z 15 let své učitelské praxe shrnul na počátku osmdesátých let do nové učebnice biologie pro žáky 9. až 10. třídy a v učebnici pro budoucí pedagogy, kterou napsal opět ve spolupráci s bioložkou V. M. Korsuňskou
Verzilin nebyl suchopárný vědátor a školomet. Jeho knihy měly vždy z výtvarného hlediska kvalitní ilustrace a v obsahu často uváděl verše a úryvky autorů, které považoval za důležité.
Jeho knihy vyšly mimo Rusko a Československo také v Bulharsku, Brazílii, Gruzii, Číně, Lotyšsku, Litvě, Moldavsku, Polsku, Rumunsku, na Ukrajině, v Estonsku, Jugoslávii a Japonsku. Ale žádná z nich nebyla nikdy přeložena do angličtiny nebo němčiny. Snad právě proto je Verzilin, jehož kniha Po stopách Robinsonových v Československu přivedla mnoho mladých chlapců a děvčat k zájmu o přírodu v zemích na západ od bývalé hranice východního bloku zcela neznámým autorem.